# Personaggi di Smiling Friends
I personaggi di Smiling Friends sono tutti i personaggi apparsi nell'omonima serie televisiva d'animazione.

## Personaggi principali

### Pim Pimling
Pim Pimling, voce originale di Michael Cusack.
Un Critter rosa gentile e ottimista che fa di tutto per rendere le persone felici come parte del suo lavoro presso la Smiling Friends Inc.. Basso e paffuto, indossa una camica bianca con bottoni e dei pantaloncini e possiede una terminazione nervosa esposta che appare come un singolo capello. Nonostante la sua buona natura e la bussola morale di Charlie, il suo migliore amico, dimostra tal volta di essere ingenuo. Proviene da un ambiente disfunzionale, avendo una relazione particolarmente tesa con sua sorella e dei genitori alcolizzati che discutono spesso. In seguito avrebbe ottenuto un lavoro presso la Smiling Friends Inc. e sviluppato un'amicizia con i suoi colleghi dipendenti.

### Charlie Dompler
Charlie Dompler, voce originale di Zach Hadel.
Un Critter giallo che lavora con Pim per la Smiling Friends Inc.. Robusto e dal grande naso, porta una felpa arancione, dei pantaloni e il cappello. È una creatura disinvolta e rilassata con una visione della vita razionale se non leggermente pessimista. Tende a parlare con voce monotona, alzando la voce solo nei momenti di paura, panico, dolore o stupore. Spesso incoraggia gli altri a calmarsi ma nonostante ciò, si considera un "maschio alfa" e talvolta aggrava le situazioni cercando di prendere il controllo. Talvolta litiga con Pim su argomenti banali e per la semantica, tuttavia si riconciliano sempre.

### Mr. Boss
Mr. Boss, voce originale di Marc M..
Il capo della Smiling Friends Inc. In genere informa i suoi dipendenti sui loro lavori e i clienti da visitare. Appare come un uomo anziano con una testa grande e un corpo magro che indossa un abito blu, una camicia bianca e un papillon giallo. È un individuo eccentrico ma amichevole. Solitamente si mostra educato e disinvolto con i suoi dipendenti e li considera come suoi amici. È appassionato ed entusiasta di gestire la sua attività poiché è sempre pronto a rispondere ai clienti. Come Charlie e Pim, ha anche un talento per far sorridere le persone e sembra essere più abile dei suoi stessi dipendenti quando la situazione lo richiede. In contrasto con la sua indole genuinamente amichevole e gentile, tende a impegnarsi in comportamenti e manierismi strani ed è fortemente implicato che abbia una malattia mentale. Quando parla, ha l'abitudine di passare a un accento del sud impassibile ma minaccioso apparentemente per mettere a disagio i suoi colleghi.

## Personaggi ricorrenti

### Staff della Smiling Friends Inc.
- Alan, voce originale di Michael Cusack.

Un Critter alto e rosso impiegato presso la Smiling Friends Inc. che lavora con il suo collega Glep. Possiede degli arti lunghi e sottili e un corpo oblungo, insieme a un naso prominente e dei grandi occhi a mandorla. Di solito non indossa nessun capo di abbigliamento al di fuori di una cravatta azzurra. Generalmente è rigido e impassibile anche davanti alle buffonate di altri personaggi. È una specie di maniaco dell'ordine e adora il formaggio. Talvolta si mostra eccentrico e tiene traccia ossessivamente delle sue cose, oltre a prendere il suo lavoro molto seriamente. 
- Glep, voce originale di Zach Hadel.

Un piccolo Critter verde con un cappello viola che collabora con Alan per la Smiling Friends Inc. Parla principalmente in un linguaggio frenetico e senza senso; nonostante ciò può essere compreso dalla maggior parte dei personaggi. Al posto del tratto intestinale possiede un buco nero in miniatura che occupa lo spazio in cui sarebbero i suoi organi. È una creatura pigra con una vasta gamma di emozioni e si irrita facilmente come mostrato in più occasioni.
- Smormu James Carter, voce originale di Chris O’Neill.

Un piccolo Critter azzurro che è stato il quinto membro di breve durata della Smiling Friends Inc.. Possiede un grande naso, braccia corte e dei piccoli occhi. Indossa una maglietta rosa con sopra lo slogan "I'm With Her" delle elezioni presidenziali del 2016, dei pantaloncini gialli e scarpe da ginnastica. Si mostra come una creatura irritante ed entusiasta e non ha mai avuto un buon rapporto con qualcuno.
- Tyler, interpretato da Abed Gheith.

Grande amico di Charlie, è un membro integrale della Smiling Friends Inc.. Viene licenziato a malincuore dal Boss, deciderà poi di intraprendere una carriera musicale.

### Parenti dei personaggi principali
- Steven Pimling, voce originale di Michael Cusack.

Il padre di Pim. È un Critter rosa obeso con chiazze di peli sul corpo, su braccia e piedi e la barba ispida che gli copre il viso. In seguito appare più giovane e con i capelli ricci castani. Sembra essere piuttosto scontroso e irascibile, spesso urlando con rabbia e imprecando contro sua moglie. Viene mostrato sempre con una bottiglia di birra.
- Signora Pimling, voce originale di Michael Cusack.

La madre di Pim. È un Critter rosa chiaro, è magra e ha i capelli sottili e le unghie affilate come artigli. Spesso non è concentrata e tende facilmente a litigare.
- Amy Pimling, voce originale di Michael Cusack.

La sorella di Pim. È un Critter rosa, con capelli e sopracciglia biondi. Porta il rossetto rosso e indossa un vestito rosato con un cinturino. Passa il tempo a guardare il cellulare e a stare con suo marito Alpha. Odia suo fratello Pim.
- Graham Nelly, voce originale di Nick Wolfhard.

Il cugino di Pim. È una creatura pacata, con i peli sul viso e dei sottili dreadlocks, a cui gli piace lo skateboarding. Indossa un berretto giallo e una maglietta grigia con il simbolo del fuoco. È mostrato come un insensibile e gli piace parlare da solo.
- Jason, voce originale di Zach Hadel.

Il figlio di Mr. Boss, ha diciotto anni nonostante sembri e si comporti come un neonato. È una Critter rosa con gli occhi chiusi che indossa gli stessi abiti del padre. Spesso viene allattato dal padre anche davanti ai suoi dipendenti. Dopo essere stato affidato ad Alan e Charlie inizia una metamorfosi che lo trasforma in una sorta di farfalla carnivora velenosa
- Nonna di Charlie, voce originale di Zach Hadel.

La nonna defunta di Charlie che risiede all'inferno. Risiede permanentemente all'Inferno poiché avrebbe detto "dannazione" nel 1958 quando ha visto suo marito essere sparato in testa da un ladro.

### Altri personaggi ricorrenti
- Party Bro, voce originale di David Dore.

Un ragazzo che partecipa sempre alle feste. Tende spesso ad esultare maniacalmente e a deridere il prossimo per attirare l'attenzione.
- Fillmore e Duncan, voci originali di David Firth e Zach Hadel.

Due critter cacciatori di UFO e amici di Pim. Il primo è magro, verde e crede nella teoria della Terra piatta. Il secondo è obeso, rosso e dedito solo a mangiare.

## Personaggi secondari

### Clienti della Smiling Friends Inc.
- Desmond, voce originale di Mike Stoklasa.

L'amministratore delegato della sua azienda Desmond's Bliblie Control. In precedenza era un uomo depresso che viveva a casa di sua madre dopo aver vissuto la perdita del suo cane e l'abbandono della moglie e dei figli. La sua felicità e il suo scopo nella vita sono stati ripristinati grazie agli sforzi di Pim e Charlie. Prima del suo incontro con gli Smiling Friends, appariva come un uomo anziano basso, calvo e sovrappeso con un grande revolver che puntava sulla sua fronte e vestito con una polo sporca e dei boxer. Ha una cicatrice sul petto a causa di un intervento chirurgico a cuore aperto. Dopo l'incontro, il suo viso è più pulito, sfoggia dei capelli e si veste in modo molto più formale.
- Mr. Frog, voce originale di Michael Cusack.

È una celebrità estremamente famosa nota per aver recitato nel suo programma The Mr. Frog Show. È chiamato "uno degli uomini più ricchi e potenti del pianeta". Nonostante ciò, è molto instabile e impulsivo nelle sue azioni, oltre che iperattivo nei suoi movimenti a causa dell'abuso di sostanze stupefacenti. Saluta molto spesso le persone con un "ciao", anche a metà conversazione. Nella seconda stagione, diventa il presidente degli Stati Uniti con il 51% dei voti
- Shrimp, voce originale di David Firth.

Un piccolo gambero rosa antropomorfo. Ha un busto tozzo e paffuto e tiene gli occhi quasi sempre socchiusi. Indossa gli occhiali, una maglietta di Mouse Quest II, dei pantaloncini blu e delle scarpe nere con calzini bianchi. È piuttosto solitario e preferisce passare il tempo giocando al suo MMORPG preferito: Mouse Quest II. È un fan accanito del gioco in quanto ha una vasta collezione di merchandising insieme ad altri oggetti da collezione legati alla cultura pop. È implicito che il suo tempo sullo schermo abbia comportato la sua vista estremamente scarsa e la sua sensibilità alla luce. Inoltre avrebbe trascurato la sua relazione con Shrimpina, tuttavia è ancora devoto per lei, facendo di tutto per riconquistarla.
- Gwimbly, voce originale di Zach Hadel.

Il protagonista dell'omonima e popolare serie di videogiochi di fine anni '90 durante la mania dei platform 3D. Dopo aver lasciato la sua azienda, la Insane Groundbreaking Games, ha iniziato ad attraversare tempi difficili poiché il panorama dei videogiochi si è evoluto dando priorità alle microtransazioni e ai DLC. È diventato indigente, facendo affidamento sui contenuti richiesti dai fan per il sostentamento.
- Presidente Jimble, interpretato da Mike Bocchetti.

Il presidente degli Stati Uniti d'America, salito al governo dopo la morte dell'ex-presidente. È un uomo sovrappeso e affetto da problemi gastro-intestinali, indossa un completo macchiato di cibo grasso. È altamente incompetente nel suo lavoro, per questo chiede agli Smiling Friends di aiutarlo a farsi apprezzare dalla gente e a vincere le prossime elezioni, nonostante ciò, riesce a causare soltanto più danni di prima.
- Professor Daniel Psicotico, voce originale di Michael Cusack

Uno scienziato pazzo ossessionato dal voler creare la vita. Chiama Pim e Charlie per fargli da assistenti di laboratorio ma poi lo aiuteranno a risolvere i problemi con suo fratello.

### Nemici degli Smiling Friends
- Bliblie, voci originali di Zach Hadel, Michael Cusack, Finn Wolfhard e Nick Wolfhard.

I Bliblie sono una specie di piccoli Critter assassini. Sebbene sembrino intelligenti, sono considerati dei parassiti e in un'occasione hanno infestato la Smiling Friends Inc.. Sono piccole creature viola con la bocca quasi sempre fissata in un sorriso e gli occhi che si dilattano alla vista di una preda.
- Rex, voce originale di Michael Cusack.

Un produttore televisivo che ha lavorato per il The Mr. Frog Show. 
- Demone della foresta, voce originale di David Dore.

Una creatura demoniaca con le sembianze di un albero che abita la foresta davanti alla Smiling Friends Inc..
- Mip, voce originale di Zach Hadel.

Un nano che abita la Foresta Incantata.
- Grim e Gnarly, voci originali di Michael Cusack (Grim) e Zach Hadel (Gnarly).

I dipendenti principali della Frowning Friends Inc.. Grim è basso, rosa grigiastro e ha tre terminazioni nervose esposte sulla testa, mentre Gnarly è alto e magro, con la pelle giallastra, i capelli arruffati e la barba. Indossano entrambi giacche di pelle nera.
- DJ Spit, voce originale di Zach Hadel.

Un Critter che produce e pubblica musica su SoundCloud. È incline a attacchi di paranoia estrema. Nonostante il suo comportamento antisociale e minaccioso, non è mai stato mostrato fare del male a qualcuno, se non a pagamento.
- Satana, voce originale di Zach Hadel.

Il padrone dell'inferno. È caduto in depressione per via del fatto che non trova il suo lavoro abbastanza gratificante e fa un patto con Charlie in cambio di riportarlo in vita.
- Jeremy, voce originale di Michael Cusack.

Un demone nero che funge da unica forma di "intrattenimento infernale" di Charlie. 
- Il CEO, voce originale di Lyle Rath.

L'amministratore delegato della compagnia di videogiochi IGBG (Insane GroundBreaking Games), nota per aver creato la serie dei videogiochi di Gwimbly, e che ora punta sul nuovo gioco Troglor. È un omuncolo grasso in giacca e cravatta che mangia in continuazione chicken nuggets con ogni tipo di salsa.
- James, voce originale di Michael Cusack.

Un cliente della Smiling Friends Inc. poco educato, violento e difficile da accontentare. Fa irruzione nell'ufficio degli Smiling Friends e obbliga Charlie a fare tutto ciò che vuole, anche se non dimostra un minimo di gratitudine. In realtà, però, considera Charlie come un amico.
- Il padrone di casa, voce originale di Zach Hadel.

Un critter blu che dirige il complesso in cui abita Alan e che vuole ossessivamente diventare suo amico, tanto da organizzare un furto solo per obbligarlo a giocare con lui. La sue attività preferite sono fumare erba, bere diet soda e giocare a Burnout Revenge sulla PlayStation 2.
- Brittney, voce originale di Erica Lindbeck.

Una figlia del diavolo molto sentimentale. Sposa il Boss solo per poter ereditare la Smiling Friends Inc. nel nome dell'Inferno dopo aver aspirato la vita dal suo corpo
- Gli alieni festaioli, voci originali di Mike Stoklasa e Rich Evans.

Due extraterrestri spacconi che rapiscono altri alieni per farli partecipare alle loro feste. Non hanno problemi a fare scherzi di cattivo gusto al prossimo

### Altri personaggi
- Jennifer, voce originale di Erica Lindbeck.

La commessa di una caffetteria. Pim la confonderà con Shrimpina, l'ex fidanzata di Shrimp, e si innamorerà di lei.
- 3D Squelton, voce originale di Harry Partridge.

Un Critter grigio porpora con un aspetto animato in CGI 3D.
- Ronald Reagan, voce originale di Zach Hadel.

Il Presidente degli Stati Uniti. È un amico di Mr. Boss che viene convocato da quest'ultimo per un brainstorming su come riprendersi finanziariamente dall'attività degli Frowning Friends.
- Marge Simpson.

La moglie di Glep.
- Dio, voce originale di Gilbert Gottfried.

L'essere supremo che ha salvato Charlie dall'inferno.
- Doug, voce originale di Joel Haver.

L'irascibile fratello del Professor. Psicotico con un aspetto animato al rotoscopio. È un operaio edile dipendente da antidolorifici.
- Mr. Jester/Oscar.

Un critter con un enorme occhio solo al posto della testa vestito come un giullare. È il sovrano del paese di Spamtopia, nonché boia e commerciante di pietre magiche. Si vergogna del suo occhio perciò ha imposto nel suo paese una legge che vieta il contatto visivo.
- Bill Nye, voce originale di Marc. M.

Il famoso scienziato, creatore del programma "Bill Nye The Science Guy". Viene chiamato da Charlie e Pim per far vedere a Rotten che la morte è una cosa naturale di cui non ci si deve spaventare. Ironicamente, mentre canta la sua canzone sulla morte, Bill muore dopo che la sua mongolfiera vola verso le linee elettriche. Riappare alla fine della puntata come fantasma.
- Rotten the Snowman, voce originale di Dana Snyder.

Un pupazzo di neve creato da Charlie e Glep con vari oggetti, poi portato in vita da Pim dopo che quest'ultimo gli ha messo in testa un narciso radioattivo. Ha una palla magica a 8 come occhio, un bastone e una bottiglia rotta come braccia, e indossa un fiocco.